# Ndian
Departament Ndian – departament w Regionie Południowo-Zachodnim w Kamerunie ze stolicą w Mundemba. Na powierzchni 6 626 km² żyje około 129,6 tys. mieszkańców.